# Liste der Flüsse in Baden-Württemberg

Flüsse in Baden-Württemberg

Diese Liste der Flüsse in Baden-Württemberg führt die Fließgewässer mit ihrer Mündungsseite und Länge, sofern diese wenigstens 20 km erreicht und das Gewässer zumindest teilweise in oder am Rande von Baden-Württemberg verläuft. Fließgewässer auf dem Abflussweg solcher Gewässer, die eines oder beide Auswahlkriterien verfehlen, sind ebenfalls mit aufgeführt, die ganz außerhalb des Landes verlaufenden darunter grau unterlegt. Zuflüsse werden jeweils hierarchisch eingerückt unter dem sie aufnehmenden Fluss in der Reihenfolge von der Quelle zur Mündung aufgelistet. Die Landesanstalt für Umwelt Baden-Württemberg erfasst die Flüsse im Amtlichen Digitalen Wasserwirtschaftlichen Gewässernetz (AWGN).

## Liste der Flüsse
Rhein (1.232 km)
- Argen (rechter Zufluss im Bodensee – 23 km)
  - Untere Argen (rechter Oberlauf – 69 km)
  - Obere Argen (linker Oberlauf – 50 km)
- Schussen (rechter Zufluss im Bodensee – 59 km)
  - Wolfegger Ach (linker Zufluss – 49 km)
  - Schwarzach (linker Zufluss – 25 km)
- Rotach (rechter Zufluss im Bodensee – 39 km)
- Linzer Aach (rechter Zufluss im Bodensee – 52 km)
  - Deggenhauser Aach (linker Zufluss – 27 km)
- Stockacher Aach (rechter Zufluss in die Bucht Überlinger See des Bodensees – 25 km)
- Radolfzeller Aach (rechter Zufluss in den Seeteil Untersee des Bodensees – 32 km)
- Biber (rechter Zufluss – 31 km)
- Wutach (rechter Zufluss – 91 km)
  - Klingengraben (linker Zufluss – 24 km)
  - Steina (rechter Zufluss – 37 km)
  - Schlücht (rechter Zufluss – 37 km)
    - Schwarza (rechter Zufluss – 29 km)
- Hauensteiner Alb (rechter Zufluss – 44 km)
- Hauensteiner Murg (rechter Zufluss – 22 km)
- Wehra (rechter Zufluss – 26 km)
- Wiese (rechter Zufluss – 58 km)
- Möhlin (rechter Zufluss – 32 km)
  - Neumagen (linker Zufluss – 26 km)
- Elz (rechter Zufluss – 121 km)
  - Wilde Gutach (linker Zufluss – 29 km)
  - Brettenbach (rechter Zufluss – 29 km)
  - Dreisam (linker Zufluss – 49 km)
    - Glotter (rechter Zufluss – 39 km)
- Kinzig (rechter Zufluss – 93 km)
  - Kleine Kinzig (rechter Zufluss – 20 km)
  - Schiltach (linker Zufluss – 30 km)
  - Wolf oder Wolfach (rechter Zufluss – 31 km)
  - Gutach (linker Zufluss – 29 km)
  - Schutter (linker Zufluss – 56 km)
- Rench (rechter Zufluss – 57 km)
- Acher (rechter Zufluss – 54 km)
  - Sandbach (linker Zufluss – 29 km)
  - Sasbach (linker Zufluss – 32 km)
    - Laufbach (rechter Zufluss – 23 km)
- Murg (rechter Zufluss – 80 km)
  - Oos (linker Zufluss – 25 km)
- Alb (rechter Zufluss – 52 km)
  - Federbach (linker Zufluss – 41 km)
- Pfinz (rechter Zufluss – 60 km)
  - Walzbach (rechter Zufluss – 21 km)
- Saalbach (rechter Zufluss – 51 km)
- Kraichbach (rechter Zufluss – 56 km)
- Leimbach (rechter Zufluss – 38 km)
- Neckar (rechter Zufluss – 362 km)
  - Eschach (linker Zufluss – 38 km)
  - Prim (rechter Zufluss – 21 km)
  - Schlichem (rechter Zufluss – 34 km)
  - Glatt (linker Zufluss – 34 km)
    - Heimbach (rechter Zufluss – 25 km)

  - Eyach (rechter Zufluss – 50 km)
  - Starzel (rechter Zufluss – 43 km)
  - Steinlach (rechter Zufluss – 25 km)
  - Ammer (Linker Zufluss – 23 km)
  - Echaz (rechter Zufluss – 23 km)
  - Erms (rechter Zufluss – 33 km)
  - Aich (linker Zufluss – 30 km)
  - Lenninger Lauter (rechter Zufluss – 26 km)
  - Fils (rechter Zufluss – 63 km)
  - Körsch (linker Zufluss – 21 km)
  - Nesenbach (linker Zufluss – 13 km)
  - Rems (rechter Zufluss – 78 km)
    - Wieslauf (rechter Zufluss – 24 km)

  - Murr (rechter Zufluss – 52 km)
    - Buchenbach (linker Zufluss – 24 km)
    - Bottwar (rechter Zufluss – 18 km)

  - Enz (linker Zufluss – 106 km)
    - Kleine Enz (rechter Zufluss – 20 km)
    - Nagold (rechter Zufluss – 90 km)
      - Waldach (rechter Zufluss – 25 km)
      - Würm (rechter Zufluss – 54 km)

    - Glems (rechter Zufluss – 47 km)
    - Metter (linker Zufluss – 28 km)

  - Zaber (linker Zufluss – 22 km)
  - Schozach (rechter Zufluss – 26 km)
  - Lein (linker Zufluss – 27 km)
  - Sulm (rechter Zufluss – 26 km)
  - Kocher (rechter Zufluss – 168 km)
    - Lein (linker Zufluss – 57 km)
    - Blinde Rot (rechter Zufluss – 28 km)
    - Fichtenberger Rot (linker Zufluss – 37 km)
    - Bibers (linker Zufluss – 22 km)
    - Bühler (rechter Zufluss – 48 km)
    - Kupfer (linker Zufluss – 26 km)
    - Sall (linker Zufluss – 21 km)
    - Ohrn (linker Zufluss – 33 km)
    - Brettach (linker Zufluss – 42 km)

  - Jagst (rechter Zufluss – 190 km)
    - Röhlinger Sechta (rechter Zufluss – 20 km mit Oberlauf Ellenberger Rot)
    - Brettach (rechter Zufluss – 29 km)
    - Erlenbach (rechter Zufluss – 23 km)
    - Kessach (rechter Zufluss – 24 km)
    - Seckach (rechter Zufluss – 29 km)
      - Kirnau (linker Zufluss – 24 km)

    - Schefflenz (rechter Zufluss – 24 km)

  - Elz (rechter Zufluss – 40 km)
  - Itter (rechter Zufluss – 28 km)
  - Laxbach (rechter Zufluss – 1 km)
    - Ulfenbach (rechter Oberlauf – 29 km)
    - Finkenbach (linker Oberlauf – 22 km)

  - Steinach (rechter Zufluss – 22 km)
  - Elsenz (linker Zufluss – 53 km)
- Weschnitz (rechter Zufluss – 59 km)
  - Landgraben (linker Zufluss – 24 km)
- Main (rechter Zufluss – 527 km)
  - Aalbach (linker Zufluss – 27 km)
  - Tauber (linker Zufluss – 131 km)
    - Steinach (rechter Zufluss – 22 km)
    - Gollach (rechter Zufluss – 34 km)
    - Vorbach (linker Zufluss – 25 km)
    - Umpfer (linker Zufluss – 22 km)
    - Grünbach (rechter Zufluss – 21 km)
      - Wittigbach (linker Zufluss – 25 km mit längster Oberlaufkette)

  - Erfa oder Erf (linker Zufluss – 38 km)
  - Mud oder Mudau (linker Zufluss – 24 km)
    - Billbach (rechter Zufluss – 3 km; verläuft zur Gänze außerhalb in Bayern)
      - Morre oder Saubach (linker Oberlauf – 22 km)
      - Marsbach oder Morsbach (rechter Oberlauf – 16 km)

Donau (2.857 km)
- Brigach (linker Oberlauf – 43 km)
- Breg (rechter Oberlauf – 46 km)
- Kötach (linker Zufluss – 18 km)
- Bära (linker Zufluss – 26 km mitsamt rechtem Oberlauf Untere Bära)
- Schmeie (linker Zufluss – 41 km)
- Lauchert (linker Zufluss – 56 km)
  - Fehla (rechter Zufluss – 18 km)
- Ablach (rechter Zufluss – 41 km)
  - Andelsbach (rechter Zufluss – 29 km)
- Ostrach (rechter Zufluss – 33 km)
- Schwarzach (rechter Zufluss – 22 km)
- Kanzach (rechter Zufluss – 26 km)
- Große Lauter (linker Zufluss – 42 km)
- Schmiech (linker Zufluss – 25 km)
- Riß (rechter Zufluss – 49 km)
  - Umlach (rechter Zufluss – 23 km)
- Westernach (rechter Zufluss – 7 km)
  - Dürnach (linker Oberlauf – 32 km)
  - Rottum (rechter Oberlauf – 44 km)
- Rot (rechter Zufluss – 56 km)
  - Laubach (linker Zufluss – 20 km)
- Weihung (rechter Zufluss – 30 km)
- Iller (rechter Zufluss – 147 km)
  - Aitrach (linker Zufluss – 15 km)
    - Wurzacher Ach (linker Oberlauf – 25 km)
    - Eschach (rechter Oberlauf – 35 km)
- Blau (linker Zufluss – 22 km)
- Nau (linker Zufluss – 21 km)
- Brenz (linker Zufluss – 52 km)
  - Hürbe (rechter Zufluss – 7 km)
    - Lone (rechter Zufluss – 38 km)
- Egau (linker Zufluss – 35 km)
- Wörnitz (linker Zufluss – 132 km; verläuft zur Gänze in Bayern)
  - Zwergwörnitz (rechter Zufluss – 16 km mit längster Oberlaufkette)
  - Rotach (rechter Zufluss – 21 km mit längerem Oberlauf Rotbach)
  - Eger (rechter Zufluss – 37 km)

## Tabelle mit Flüssen mit einer Länge von mindestens 10 km in Baden-Württemberg
| Name                     | Gewässerkennzahl | Vorfluter            | Mündungsseite | Gesamtlänge in km | Anmerkung                                     | Einzugsgebiet in km² | Quelle / Zusammenfluss       | Quellhöhe in m ü. NHN | Mündung                  | Mündungshöhe in m ü. NHN | Mittlerer Abfluss in m³/s |
| ------------------------ | ---------------- | -------------------- | ------------- | ----------------- | --------------------------------------------- | -------------------- | ---------------------------- | --------------------- | ------------------------ | ------------------------ | ------------------------- |
| Donau                    | DE: 1            | Schwarzes Meer       |               | .0002.857         | mit Breg                                      | .0817.000            | Martinskapelle               | .0001.078             | Tulcea                   | .0000000                 | .0006.855,000             |
| Breg                     | DE: 1111         | Donau                | rechts        | .0000046          | Oberlauf                                      | .0000292             | Martinskapelle               | .0001.078             | Donaueschingen           | .0000672                 | .0000005,7,000            |
| Eisenbach                | DE: 11114        | Breg                 | rechts        | .0000011          |                                               | .0000056             | Oberschwärzenbach            | .0001.070             | Hammereisenbach          | .0000750                 | .0000001,56,000           |
| Urach                    | DE: 111144       | Eisenbach            | links         | .0000011          |                                               | .0000020             | Kaltenherberg                | .0001.065             | Hammereisenbach          | .0000780                 |                           |
| Weiherbach               | DE: 111172       | Breg                 | links         | .0000013          |                                               | .0000021             | Villingen                    | .0000925              | Wolterdingen             | .0000705                 |                           |
| Brigach                  | DE: 1112         | Donau                | links         | .0000040          |                                               | .0000197             | Brigach                      | .0000925              | Donaueschingen           | .0000672                 | .0000003,32,000           |
| Kirnach                  | DE: 11124        | Brigach              | rechts        | .0000012          |                                               | .0000033             | Kesselberg                   | .0000950              | Villingen                | .0000725                 |                           |
| Warenbach                | DE: 11126        | Brigach              | rechts        | .0000011          |                                               | .0000019             | Vöhrenbach                   | .0000932              | Villingen                | .0000697                 |                           |
| Holenbach                | DE: 11128        | Brigach              | rechts        | .0000010          |                                               | .0000019             | Vöhringen                    | .0000915              | Kirchdorf                | .0000688                 |                           |
| Kötach                   | DE: 11132        | Donau                | links         | .0000018          | mit Kötbach und Sieblengraben                 | .0000057             | Tuningen                     | .0000778              | Geisingen                | .0000662                 |                           |
| Aitrach                  | DE: 11134        | Donau                | rechts        | .0000021          | mit Mühlegraben                               | .0000105             | Riedböhringen                | .0000818              | Kirchen-Hausen           | .0000659                 |                           |
| Amtenhauser Bach         | DE: 111352       | Donau                | links         | .0000011          |                                               |                      | Öfingen                      | .0000838              | Zimmern                  | .0000659                 |                           |
| Krähenbach               | DE: 11138        | Donau                | links         | .0000016          |                                               | .0000033             | Tuningen                     | .0000806              | Möhringen an der Donau   | .0000644                 |                           |
| Elta                     | DE: 1114         | Donau                | links         | .0000016          |                                               | .0000081             | Spaichingen                  | .0000780              | Tuttlingen               | .0000642                 | .0000000,924,000          |
| Schönbach                | DE: 11142        | Elta                 | rechts        | .0000010          | mit Brandgraben                               | .0000023             | Schura                       | .0000740              | Oberflacht               | .0000698                 |                           |
| Seltenbach               | DE: 11152        | Donau                | rechts        | .0000012          |                                               | .0000030             | Emmingen ab Egg              | .0000801              | Tuttlingen               | .0000640                 |                           |
| Lippach                  | DE: 11154        | Donau                | links         | .0000011          |                                               | .0000042             | Böttingen                    | .0000880              | Mühlheim an der Donau    | .0000630                 |                           |
| Untere Bära              | DE: 1116         | Bära                 | rechts        | .0000014          |                                               | .0000052             | Gosheim                      | .0000835              | Galgenwiesen             | .0000690                 |                           |
| Bära                     | DE: 1116         | Donau                | links         | .0000026          | mit Unterer Bära                              | .0000135             | Gosheim                      | .0000833              | Fridingen an der Donau   | .0000622                 | .0000001,78,000           |
| Obere Bära               | DE: 11162        | Bära                 | links         | .0000013          |                                               | .0000061             | Tieringen                    | .0000850              | Galgenwiesen             | .0000690                 |                           |
| Röthenbach               | DE: 1118         | Breg                 | rechts        | .0000018          |                                               | .0000045             | Mösle                        | .0001.030             | Bräunlingen              | .0000689                 |                           |
| Schmiecha                | DE: 1118         | Donau                | links         | .0000041          |                                               | .0000155             | Onstmettingen                | .0000848              | Inzigkofen               | .0000577                 | .0000001,56,000           |
| Lauchert                 | DE: 112          | Donau                | links         | .0000056          |                                               | .0000455             | Sonnenbühl                   | .0000765              | Sigmaringendorf          | .0000561                 | .0000004,37,000           |
| Fehla                    | DE: 1124         | Lauchert             | rechts        | .0000018          |                                               | .0000072             | Burladingen                  | .0000721              | Hettingen                | .0000637                 | .0000000,5,000            |
| Ablach                   | DE: 11320        | Donau                | rechts        | .0000041          | mit Lindenbach                                | .0000455             | Liggersdorf                  | .0000670              | Mengen                   | .0000551                 | .0000003,4,000            |
| Krummbach                | DE: 11322        | Ablach               | links         | .0000015          |                                               | .0000066             | Eigeltingen                  | .0000686              | Unterbichtlingen         | .0000608                 |                           |
| Andelsbach               | DE: 113280       | Ablach               | rechts        | .0000029          |                                               | .0000152             | Illwangen                    | .0000801              | Krauchenwies             | .0000578                 | .0000001,614,000          |
| Kehlbach                 | DE: 113282       | Andelsbach           | links         | .0000016          |                                               | .0000055             | Rothenlachen                 | .0000669              | Krauchenwies             | .0000589                 |                           |
| Ostrach                  | DE: 11332        | Donau                | rechts        | .0000033          |                                               | .0000198             | Fronreute                    | .0000680              | Hundersingen             | .0000542                 | .0000000,917,000          |
| Friedberger Bach         | DE: 113328       | Ostrach              | rechts        | .0000013          |                                               | .0000020             | Bachhaupten                  | .0000635              | Herbertingen             | .0000543                 |                           |
| Biberbach                | DE: 11334        | Donau                | links         | .0000013          | mit Langwatte und Emerfelder Graben           | .0000081             | Emerfeld                     | .0000738              | Altheim                  | .0000528                 |                           |
| Soppenbach               | DE: 113342       | Biberbach            |               | .0000013          |                                               |                      | Beuren                       | .0000615              | Andelfingen              | .0000550                 |                           |
| Schwarzach               | DE: 113352       | Donau                | rechts        | .0000022          |                                               | .0000150             | Bad Saulgau                  | .0000650              | Riedlingen               | .0000525                 | .0000000,924,000          |
| Sodenbach                | DE: 1133524      | Schwarzach           | links         | .0000017          |                                               | .0000043             | Bolstern                     | .0000645              | Ertingen                 | .0000530                 |                           |
| Kanzach                  | DE: 11336        | Donau                | rechts        | .0000026          |                                               | .0000160             | Ahlen                        | .0000585              | Daugendorf               | .0000521                 | .0000001,12,000           |
| Bierstetter Bach         | DE: 113362       | Kanzach              |               | .0000010          |                                               | .0000024             | Bierstetten                  | .0000653              | Kanzach                  | .0000575                 |                           |
| Zwiefalter Ach           | DE: 11338        | Donau                | links         | .0000013          | mit Friedinger Bächle und Tobelbach           |                      | Friedingen                   | .0000640              | Zwiefaltendorf           | .0000520                 | .0000000,59,000           |
| Große Lauter             | DE: 11340        | Donau                | links         | .0000042          |                                               | .0000326             | Offenhausen                  | .0000665              | Lauterach                | .0000508                 | .0000001,65,000           |
| Stehenbach               | DE: 11352        | Donau                | rechts        | .0000012          | mit Aigendorfer Bach                          | .0000102             | Hausen ob Rusenberg          | .0000565              | Rottenacker              | .0000495                 | .0000000,615,000          |
| Tobelbach                | DE: 1135292      | Stehenbach           | links         | .0000013          |                                               | .0000019             | Bussen                       | .0000580              | Emerkingen               | .0000500                 |                           |
| Schmiech                 | DE: 11354        | Donau                | links         | .0000025          |                                               | .0000193             | Schelklingen                 | .0000623              | Ehingen                  | .0000489                 | .0000001,62,000           |
| Riß                      | DE: 1136         | Donau                | rechts        | .0000049          | mit Kalter Riß                                | .0000423             | Michelwinnaden               | .0000577              | Ersingen                 | .0000481                 | .0000004,52,000           |
| Umlach                   | DE: 11362        | Riß                  | rechts        | .0000023          |                                               | .0000093             | Füramoos                     | .0000676              | Rißegg                   | .0000534                 |                           |
| Rotbach                  | DE: 11364        | Riß                  | links         | .0000015          |                                               | .0000059             | Eggelsbach                   | .0000585              | Biberach an der Riß      | .0000530                 |                           |
| Assmannshardter Mühlbach | DE: 11366        | Riß                  | links         | .0000014          |                                               | .0000040             | Schammach                    | .0000615              | Schemmerhofen            | .0000515                 |                           |
| Westernach               | DE: 11374        | Donau                | rechts        | .0000007          | Unterlauf von Dürnach und Rottum              | .0000256             | Laupheim                     | .0000490              | Erbach                   | .0000476                 |                           |
| Bellamonter Rottum       | DE: 11374        | Rottum               | links         | .0000013          |                                               | .0000025             | Füramoos                     | .0000663              | Ochsenhausen             | .0000576                 |                           |
| Rottum                   | DE: 11374        | Westernach           | rechts        | .0000031          |                                               | .0000137             | Ochsenhausen                 | .0000576              | Laupheim                 | .0000490                 | .0000001,59,000           |
| Steinhauser Rottum       | DE: 113742       | Rottum               | rechts        | .0000009          | Oberlauf der Rottum                           | .0000026             | Steinhausen an der Rottum    | .0000648              | Ochsenhausen             | .0000576                 |                           |
| Dürnach                  | DE: 113748       | Westernach           | links         | .0000032          |                                               | .0000094             | Mittelbuch                   | .0000660              | Laupheim                 | .0000490                 | .0000000,761,000          |
| Saubach                  | DE: 1137484      | Dürnach              | links         | .0000014          |                                               | .0000024             | Ellmannsweiler               | .0000610              | Laupheim                 | .0000505                 |                           |
| Rauglen                  | DE: 1137492      | Westernach           | links         | .0000017          |                                               |                      | Schemmerhofen                | .0000520              | Dellmensingen            | .0000480                 |                           |
| Rot                      | DE: 1138         | Donau                | rechts        | .0000043          | mit Pfaffenrieder Bach                        | .0000297             | Bad Wurzach                  | .0000728              | Dellmensingen            | .0000476                 | .0000003,23,000           |
| Haslach                  | DE: 11384        | Rot                  | rechts        | .0000013          | mit Rappenbach                                | .0000047             | Steinental                   | .0000645              | Rot an der Rot           | .0000591                 |                           |
| Reichenbach              | DE: 113852       | Rot                  | links         | .0000011          |                                               | .0000014             | Mettenberg                   | .0000630              | Bechtenrot               | .0000563                 |                           |
| Laubach                  | DE: 11386        | Rot                  | links         | .0000020          |                                               | .0000034             | Steinhausen an der Rottum    | .0000690              | Schwendi                 | .0000531                 |                           |
| Schmiehe                 | DE: 11388        | Rot                  | rechts        | .0000010          |                                               | .0000021             | Burgrieden                   | .0000548              | Dellmensingen            | .0000482                 |                           |
| Weihung                  | DE: 11394        | Donau                | rechts        | .0000030          |                                               | .0000082             | Wain                         | .0000579              | Wiblingen                | .0000469                 |                           |
| Iller                    | DE: 114          | Donau                | rechts        | .0000147          | Zusammenfluss Breitach, Stillach und Trettach | .0002.152            | Illerursprung                | .0000783              | Ulm                      | .0000468                 | .0000070,1,000            |
| Lautrach                 | DE: 11458        | Iller                | links         | .0000029          |                                               |                      | Westenried                   | .0000915              | Lautrach                 | .0000605                 |                           |
| Aitrach                  | DE: 1146         | Iller                | links         | .0000015          |                                               | .0000358             | Lauben                       | .0000625              | Mooshausen               | .0000584                 | .0000006,000              |
| Wurzacher Ach            | DE: 114601       | Aitrach              | links         | .0000025          |                                               | .0000175             | Bad Wurzach                  | .0000652              | Leutkirch im Allgäu      | .0000625                 |                           |
| Rot                      | DE: 114618       | Wurzacher Ach        | rechts        | .0000012          |                                               |                      | Kißlegg                      | .0000674              | Diepoldshofen            | .0000641                 |                           |
| Eschach                  | DE: 11462        | Aitrach              | rechts        | .0000035          |                                               | .0000132             | Buchenberger Wald            | .0001.092             | Leutkirch im Allgäu      | .0000625                 |                           |
| Kürnach                  | DE: 114622       | Eschach              | rechts        | .0000010          |                                               |                      | Buchenberg                   | .0000917              | Schmidsfelden            | .0000759                 |                           |
| Falchenbach              | DE: 114696       | Aitrach              | links         | .0000010          | mit Tobelbach                                 |                      | Seibranz                     | .0000747              | Aitrach                  | .0000605                 |                           |
| Memminger Ach            | DE: 1148         | Iller                | rechts        | .0000036          | mit Kressenbach und Mühlbach                  | .0000136             | Ittelsburg                   | .0000725              | Pleß                     | .0000535                 | .0000002,3,000            |
| Gießen                   | DE: 11496        | Iller                | links         | .0000020          |                                               |                      | Dettingen an der Iller       | .0000530              | Regglisweiler            | .0000505                 |                           |
| Blau                     | DE: 1152         | Donau                | links         | .0000022          |                                               | .0000499             | Blautopf                     | .0000512              | Ulm                      | .0000466                 | .0000002,35,000           |
| Ach                      | DE: 11522        | Blau                 | rechts        | .0000010          |                                               |                      | Schelklingen                 | .0000535              | Blaubeuren               | .0000515                 |                           |
| Nau                      | DE: 11592        | Donau                | links         | .0000021          |                                               | .0000104             | Langenau                     | .0000462              | Günzburg                 | .0000440                 |                           |
| Landgraben               | DE: 11594        | Donau                | links         | .0000018          |                                               |                      | Rammingen                    | .0000525              | Offingen                 | .0000435                 |                           |
| Brenz                    | DE: 1172         | Donau                | links         | .0000053          |                                               | .0000864             | Brenztopf                    | .0000500              | Lauingen                 | .0000423                 | .0000007,35,000           |
| Stubental-Wedel          | DE: 11722        | Brenz                | rechts        | .0000015          |                                               |                      | Söhnstetten                  | .0000570              | Heidenheim an der Brenz  | .0000480                 |                           |
| Wentalgraben             | DE: 117224       | Stubental-Wedel      | links         | .0000012          |                                               |                      | Bartholomä                   | .0000630              | Sontheim im Stubental    | .0000520                 |                           |
| Hürbe                    | DE: 11724        | Brenz                | rechts        | .0000007          | mit Lone 44 km                                | .0000010             | Hürben                       | .0000455              | Hermaringen              | .0000445                 |                           |
| Lone                     | DE: 117242       | Hürbe                | rechts        | .0000042          | mit Längental                                 | .0000317             | Amstetten                    | .0000590              | Hürben                   | .0000452                 |                           |
| Hungerbrunnenbach        | DE: 1172426      | Lone                 | links         | .0000016          |                                               |                      | Hungerbrunnen                | .0000650              | Setzingen                | .0000520                 |                           |
| Egau                     | DE: 1174         | Donau                | links         | .0000035          |                                               | .0000467             | Neresheim                    | .0000492              | Höchstädt an der Donau   | .0000410                 | .0000001,9,000            |
| Zwergwörnitz             | DE: 11814        | Wörnitz              | rechts        | .0000016          |                                               | .0000061             | Kreßberg                     | .0000515              | Schopfloch               | .0000440                 |                           |
| Rotach                   | DE: 11818        | Wörnitz              | rechts        | .0000021          | mit Rotbach                                   | .0000087             | Neustädtlein                 | .0000501              | Wilburgstetten           | .0000432                 |                           |
| Eger                     | DE: 1188         | Wörnitz              | rechts        | .0000037          |                                               | .0000441             | Aufhausen                    | .0000515              | Großsorheim              | .0000404                 | .0000003,21,000           |
| Schneidheimer Sechta     | DE: 11882        | Eger                 | links         | .0000022          |                                               | .0000088             | Tannhausen                   | .0000526              | Bopfingen                | .0000459                 |                           |
| Goldach                  | DE: 11884        | Eger                 | links         | .0000012          |                                               | .0000034             | Kirchheim am Ries            | .0000530              | Nördlingen               | .0000420                 |                           |
| Arenbach                 | DE: 118882       | Mauch                | rechts        | .0000014          |                                               | .0000019             | Ellrichsbronn                | .0000505              | Maihingen                | .0000422                 |                           |
| Reutibach                | DE: 13524        | Stehenbach           | links         | .0000013          |                                               | .0000028             | Uttenweiler                  | .0000638              | Oberstadion              | .0000507                 |                           |
| Rhein                    | DE: 2            | Nordsee              |               | .0001.233         |                                               | .0185.300            | Tujetsch                     | .0002.345             | Rotterdam                | .0000000                 | .0029.000,000             |
| Oberreitnauer Ach        | DE: 215192       | Bodensee             | rechts        | .0000017          |                                               |                      | Roggenzell                   | .0000538              | Lindau                   | .0000395                 |                           |
| Nonnenbach               | DE: 215194       | Bodensee             | rechts        | .0000017          |                                               | .0000026             | Achberg                      | .0000530              | Kressbronn               | .0000395                 |                           |
| Obere Argen              | DE: 2152         | Argen                |               | .0000050          |                                               | .0000220             | Oberstaufen                  | .0000770              | Neuravensburg            | .0000489                 | .0000007,02,000           |
| Argen                    | DE: 2152         | Bodensee             | rechts        | .0000023          |                                               | .0000655             | Neuravensburg                | .0000489              | Langenargen              | .0000395                 | .0000019,54,000           |
| Untere Argen             | DE: 21522        | Argen                |               | .0000069          |                                               | .0000367             | Missen-Wilhams               | .0000850              | Neuravensburg            | .0000489                 | .0000011,03,000           |
| Wengener Argen           | DE: 215224       | Untere Argen         | rechts        | .0000013          |                                               | .0000028             | Eschacher Weiher             | .0001.041             | Kleinweiler              | .0000728                 |                           |
| Haslach                  | DE: 215228       | Untere Argen         | rechts        | .0000019          |                                               |                      | Vogt                         | .0000685              | Primisweiler             | .0000495                 |                           |
| Schussen                 | DE: 2154         | Bodensee             | rechts        | .0000059          |                                               | .0000815             | Bad Schussenried             | .0000577              | Eriskircher Ried         | .0000395                 | .0000010,9,000            |
| Krebsgraben              | DE: 2154112      | Schussen             | links         | .0000010          |                                               | .0000013             | Olzreute                     | .0000582              | Schwaigfurter Weiher     | .0000545                 |                           |
| Haslacher Bach           | DE: 2154114      | Schussen             | links         | .0000015          | mit Schlupfenbach                             | .0000008             | Haslanden                    | .0000580              | Aulendorf                | .0000540                 |                           |
| Booser Ach               | DE: 21542        | Schussen             | rechts        | .0000021          | mit Riedbach                                  | .0000144             | Boos                         | .0000600              | Zollenreute              | .0000538                 |                           |
| Steinach                 | DE: 215432       | Schussen             | links         | .0000019          | mit Urbach                                    | .0000052             | Alttann                      | .0000645              | Zollenreute              | .0000536                 |                           |
| Bampfen                  | DE: 215454       | Schussen             | links         | .0000011          |                                               | .0000032             | Kümmerazhofen                | .0000563              | Niederbiegen             | .0000440                 |                           |
| Ettishofer Ach           | DE: 215456       | Schussen             | rechts        | .0000014          |                                               | .0000039             | Ringgenweiler                | .0000665              | Ettishofen               | .0000436                 |                           |
| Wolfegger Ach            | DE: 215460       | Schussen             | links         | .0000050          |                                               | .0000167             | Eintürnen                    | .0000707              | Niederbiegen             | .0000436                 |                           |
| Scherzach                | DE: 215472       | Schussen             | links         | .0000013          |                                               | .0000044             | Grünkraut                    | .0000607              | Weingarten               | .0000430                 |                           |
| Stiller Bach             | DE: 2154724      | Scherzach            | rechts        | .0000012          |                                               |                      | Unterankenreute              | .0000655              | Weingarten               | .0000515                 |                           |
| Schwarzach               | DE: 215480       | Schussen             | links         | .0000025          |                                               | .0000052             | Herzogenweiher               | .0000551              | Gutenfurt                | .0000417                 |                           |
| Rotach                   | DE: 21552        | Bodensee             | rechts        | .0000039          |                                               | .0000136             | Illmensee                    | .0000763              | Friedrichshafen          | .0000395                 | .0000001,83,000           |
| Brunnisach               | DE: 215592       | Bodensee             | rechts        | .0000015          | mit Zwerchbach                                | .0000025             | Gehrenberg                   | .0000723              | Fischbach                | .0000395                 |                           |
| Lipbach                  | DE: 215594       | Bodensee             | rechts        | .0000012          | mit Espengraben                               | .0000021             | Bermatingen                  | .0000498              | Immenstaad               | .0000395                 |                           |
| Linzer Aach              | DE: 2156         | Bodensee             | rechts        | .0000052          |                                               | .0000287             | Herdwangen                   | .0000640              | Unteruhldingen           | .0000395                 | .0000003,15,000           |
| Deggenhauser Aach        | DE: 21566        | Linzer Aach          | links         | .0000027          | mit Muttergottesgraben                        | .0000076             | Heiligenberg                 | .0000755              | Buggensegel              | .0000428                 | .0000000,936,000          |
| Stockacher Aach          | DE: 21592        | Überlinger See       | rechts        | .0000038          | mit Mindersdorfer Aach                        | .0000243             | Hohenfels                    | .0000670              | Bodman-Ludwigshafen      | .0000395                 | .0000001,74,000           |
| Mahlspürer Aach          | DE: 215924       | Stockacher Aach      | links         | .0000018          |                                               |                      | Hohenbodman                  | .0000670              | Stockach                 | .0000470                 |                           |
| Krebsbach                | DE: 215926       | Stockacher Aach      | rechts        | .0000021          | mit Brühlbach und Eschbach                    |                      | Windegg                      | .0000545              | Wahlwies                 | .0000430                 |                           |
| Nußbach                  | DE: 215992       | Überlinger See       | rechts        | .0000014          | mit Riedbach und Auenbach                     |                      | Owingen                      | .0000540              | Nußdorf                  | .0000395                 |                           |
| Grenzbach                | DE: 217112       | Bodensee             | links         | .0000010          |                                               |                      | Bernrain                     | .0000513              | Konstanz                 | .0000395                 |                           |
| Böhringer Mühlbach       | DE: 21718        | Untersee             | rechts        | .0000013          |                                               |                      | Steißlingen                  | .0000578              | Radolfzell am Bodensee   | .0000395                 |                           |
| Radolfzeller Aach        | DE: 2172         | Untersee             | rechts        | .0000032          |                                               | .0000261             | Aachtopf                     | .0000475              | Radolfzell am Bodensee   | .0000395                 | .0000009,34,000           |
| Saubach                  | DE: 21722        | Radolfzeller Aach    | rechts        | .0000015          | mit Hepbach und Bargener Dorfbach             |                      | Bargen                       | .0000698              | Singen (Hohentwiel)      | .0000430                 |                           |
| Biber                    | DE: 2174         | Rhein                | rechts        | .0000031          |                                               | .0000167             | Watterdingen                 | .0000717              | Ramsen SH                | .0000394                 |                           |
| Körbeltalbach            | DE: 21744        | Biber                | rechts        | .0000010          |                                               |                      | Neuhaus am Randen            | .0000742              | Büßlingen                | .0000380                 |                           |
| Riederbach               | DE: 21746        | Biber                | links         | .0000014          |                                               |                      | Schlatt am Randen            | .0000503              | Gottmadingen             | .0000410                 |                           |
| Durach                   | DE: 21796        | Rhein                | rechts        | .0000015          |                                               |                      | Randen                       | .0000744              | Schaffhausen             | .0000400                 | .0000000,391,000          |
| Landbach                 | DE: 21952        | Rhein                | rechts        | .0000013          |                                               | .0000027             | Lottstetten                  | .0000525              | Hohentengen am Hochrhein | .0000333                 |                           |
| Wutach                   | DE: 2198         | Rhein                | rechts        | .0000091          | mit Oberlauf Gutach und Seebach               | .0001.140            | Seebuck                      | .0001.440             | Waldshut-Tiengen         | .0000315                 | .0000016,1,000            |
| Josbach                  | DE: 219814       | Ordnach              | rechts        | .0000010          |                                               | .0000025             | Waldau                       | .0001.010             | Schottenmühle            | .0000840                 | .0000000,78,000           |
| Ordnach                  | DE: 219814       | Wutach               | links         | .0000001          | 12 km mit Oberlauf Josbach                    | .0000048             | Schottenmühle                | .0000840              | Neustadt                 | .0000816                 | .0000001,458,000          |
| Langenordnach            | DE: 2198142      | Ordnach              | links         | .0000010          |                                               | .0000022             | Waldau                       | .0001.030             | Schottenmühle            | .0000840                 | .0000000,67,000           |
| Haslach                  | DE: 21982        | Wutach               | rechts        | .0000018          |                                               | .0000052             | Bärhalde                     | .0001.265             | Kappel                   | .0000722                 | .0000001,16,000           |
| Rötenbach                | DE: 219832       | Wutach               | links         | .0000013          |                                               | .0000027             | Kleineisenbach               | .0000992              | Kappel                   | .0000712                 | .0000000,507,000          |
| Gauchach                 | DE: 219834       | Wutach               | links         | .0000023          | mit Krähenbach                                | .0000077             | Kleineisenbach               | .0000995              | Ewattingen               | .0000570                 | .0000000,945,000          |
| Mauchach                 | DE: 2198342      | Gauchach             | rechts        | .0000010          |                                               | .0000014             | Steinbühl                    | .0000875              | Unadingen                | .0000676                 |                           |
| Tränkebach               | DE: 2198344      | Gauchach             | rechts        | .0000013          | mit Stettbach                                 | .0000024             | Rötenbach                    | .0000840              | Burgmühle                | .0000611                 |                           |
| Ehrenbach                | DE: 21984        | Wutach               | rechts        | .0000016          |                                               |                      | Bonndorf im Schwarzwald      | .0000805              | Weizen                   | .0000450                 |                           |
| Klingengraben            | DE: 21986        | Wutach               | links         | .0000024          | mit Landgraben und Seltenbach                 | .0000166             | Siblingen                    | .0000560              | Lauchringen              | .0000351                 | .0000001,6,000            |
| Schwarzbach              | DE: 219866       | Klingengraben        | links         | .0000018          |                                               | .0000064             | Berwangen                    | .0000541              | Lauchringen              | .0000369                 | .0000000,638,000          |
| Seegraben                | DE: 2198662      | Schwarzbach          | rechts        | .0000012          | mit Ettengraben                               | .0000027             | Neunkirch                    | .0000618              | Grießen                  | .0000393                 |                           |
| Steina                   | DE: 219872       | Wutach               | rechts        | .0000037          |                                               | .0000097             | Schluchsee                   | .0001.060             | Lauchringen              | .0000330                 | .0000001,58,000           |
| Schlücht                 | DE: 21988        | Wutach               | rechts        | .0000037          |                                               | .0000233             | Rothaus                      | .0000942              | Waldshut-Tiengen         | .0000316                 | .0000005,13,000           |
| Mettma                   | DE: 2198814      | Schlücht             | rechts        | .0000019          | mit Aubach                                    | .0000040             | Seebruck                     | .0001.030             | Berau                    | .0000524                 | .0000000,92,000           |
| Schwarza                 | DE: 219882       | Schlücht             | rechts        | .0000029          | mit Schluchsee und Ahabach                    | .0000115             | Schluchsee                   | .0000890              | Ühlingen-Birkendorf      | .0000427                 | .0000002,83,000           |
| Menzenschwander Alb      | DE: 2312         | Alb                  | links         | .0000014          |                                               | .0000032             | Seebuck                      | .0001.435             | St. Blasien              | .0000800                 |                           |
| Alb                      | DE: 2312         | Rhein                | rechts        | .0000032          |                                               | .0000243             | St. Blasien                  | .0000800              | Albbruck                 | .0000308                 | .0000008,6,000            |
| Bernauer Alb             | DE: 23122        | Alb                  | rechts        | .0000011          |                                               | .0000037             | Herzogenhorn                 | .0001.335             | St. Blasien              | .0000800                 |                           |
| Ibach                    | DE: 23126        | Alb                  | rechts        | .0000015          |                                               | .0000041             | Oberibach                    | .0001.080             | Wilfingen                | .0000542                 | .0000001,56,000           |
| Hauensteiner Murg        | DE: 23132        | Rhein                | rechts        | .0000022          |                                               | .0000050             | Herrischried                 | .0000947              | Murg                     | .0000289                 | .0000001,85,000           |
| Wehra                    | DE: 2314         | Rhein                | rechts        | .0000028          | mit Rüttebächle                               | .0000113             | Rütte                        | .0001.078             | Wehr                     | .0000282                 | .0000003,71,000           |
| Hasel                    | DE: 23148        | Wehra                | rechts        | .0000013          |                                               | .0000025             | Gersbach                     | .0000985              | Wehr                     | .0000320                 |                           |
| Wiese                    | DE: 232          | Rhein                | rechts        | .0000058          |                                               | .0000453             | Feldberg                     | .0001.218             | Basel-Klybeck            | .0000244                 | .0000011,3,000            |
| Prägbach                 | DE: 2322         | Wiese                | links         | .0000015          |                                               | .0000031             | Grafenmatt                   | .0001.325             | Geschwend                | .0000570                 | .0000001,31,000           |
| Kleine Wiese             | DE: 2326         | Wiese                | rechts        | .0000022          |                                               | .0000091             | Belchen                      | .0001.100             | Maulburg                 | .0000352                 | .0000002,524,000          |
| Köhlgartenwiese          | DE: 23262        | Kleine Wiese         | rechts        | .0000011          | mit Kühlenbronner Bach                        | .0000030             | Köhlgarten                   | .0001.110             | Tegernau                 | .0000434                 | .0000000,821,000          |
| Schlierbach              | DE: 23272        | Wiese                | links         | .0000010          |                                               | .0000013             | Raitbach                     | .0000682              | Maulburg                 | .0000349                 | .0000000,191,000          |
| Steinenbach              | DE: 2328         | Wiese                | rechts        | .0000014          | mit Höllbach                                  | .0000046             | Schlöttleberg                | .0000835              | Hauingen                 | .0000310                 |                           |
| Kander                   | DE: 2332         | Rhein                | rechts        | .0000030          |                                               | .0000094             | Blauen                       | .0000950              | Märkt                    | .0000232                 | .0000001,089,000          |
| Feuerbach                | DE: 23332        | Rhein                | rechts        | .0000018          |                                               |                      | Feuerbach                    | .0000410              | Efringen-Kirchen         | .0000228                 |                           |
| Engebach                 | DE: 233332       | Rhein                | rechts        | .0000015          |                                               |                      | Liel                         | .0000390              | Istein                   | .0000225                 |                           |
| Hohlebach                | DE: 23334        | Rhein                | rechts        | .0000019          | mit Höhlebach                                 |                      | Steinenstadt                 | .0000208              | Schloss Bürgeln          | .0000682                 |                           |
| Klemmbach                | DE: 2334         | Rhein                | rechts        | .0000020          | mit Neuenburger Runs                          | .0000042             | Hinterheubronn               | .0001.120             | Neuenburg am Rhein       | .0000210                 | .0000000,815,000          |
| Sulzbach                 | DE: 23352        | Rhein                | rechts        | .0000019          |                                               | .0000116             | Bad Sulzburg                 | .0000750              | Hartheim am Rhein        | .0000199                 |                           |
| Eschbach                 | DE: 233522       | Sulzbach             | rechts        | .0000011          | Abzweig des Neumagen                          | .0000015             | Grunern                      | .0000315              | Heitersheim              | .0000205                 |                           |
| Ehebach                  | DE: 233524       | Sulzbach             | links         | .0000012          | mit Dammbachgraben                            | .0000032             | Britzingen                   |                       | Heitersheim              | .0000205                 |                           |
| Möhlin                   | DE: 2336         | Rhein                | rechts        | .0000032          |                                               | .0000219             | St. Ulrich im Schwarzwald    | .0001.080             | Breisach am Rhein        | .0000189                 | .0000000,66,000           |
| Neumagen                 | DE: 23364        | Möhlin               | links         | .0000026          |                                               | .0000084             | Münstertal/Schwarzwald       | .0001.142             | Biengen                  | .0000205                 | .0000001,72,000           |
| Seltenbach               | DE: 23366        | Möhlin               | links         | .0000010          | Abzweig des Eschbach                          | .0000037             | Eschbach (Markgräflerland)   | .0000210              | Grezhausen               | .0000200                 |                           |
| Elz                      | DE: 2338         | Rhein                | rechts        | .0000121          |                                               | .0001.539            | Furtwangen im Schwarzwald    | .0001.038             | Kehl                     | .0000137                 | .0000021,7,000            |
| Biederbach               | DE: 23382        | Elz                  | rechts        | .0000010          |                                               | .0000032             | Schweighausen                | .0000648              | Elzach                   | .0000340                 | .0000000,72,000           |
| Wilde Gutach             | DE: 23384        | Elz                  | links         | .0000029          | mit Heubach                                   | .0000129             | Neukirch                     | .0001.065             | Gutach im Breisgau       | .0000284                 | .0000004,41,000           |
| Glotter                  | DE: 233854       | Dreisam              | rechts        | .0000039          |                                               | .0000122             | Kandel                       | .0001.040             | Bahlingen am Kaiserstuhl | .0000178 1. WERT!        |                           |
| Brettenbach              | DE: 23386        | Elz                  | rechts        | .0000029          |                                               | .0000075             | Freiamt                      | .0000700              | Emmendingen              | .0000199                 | .0000001,3,000            |
| Dreisam                  | DE: 23388        | Elz                  | links         | .0000030          | Zusammenfluss von Rotbach und Wagensteigbach  | .0000649             | Kirchzarten                  | .0000377              | Riegel am Kaiserstuhl    | .0000178                 | .0000010,86,000           |
| Rotbach                  | DE: 23388        | Dreisam              | links         | .0000020          |                                               | .0000049             | Oberzarten                   | .0001.085             | Kirchzarten              | .0000377                 |                           |
| Wagensteigbach           | DE: 233882       | Dreisam              | rechts        | .0000017          | mit Erlenbach                                 | .0000072             | St. Märgen                   | .0001.015             | Kirchzarten              | .0000377                 | .0000001,68,000           |
| Ibenbach                 | DE: 2338824      | Wagensteigbach       | rechts        | .0000011          |                                               | .0000019             | St. Märgen                   | .0001.008             | Burg am Wald             | .0000424                 | .0000000,45,000           |
| Krummbach                | DE: 2338832      | Dreisam              | links         | .0000017          | mit Oberlauf Zastlerbach                      | .0000031             | Zastler Loch                 | .0001.445             | Zarten                   | .0000329                 | .0000000,84,000           |
| Brugga                   | DE: 233884       | Dreisam              | links         | .0000018          | mit St. Wilhelmer Talbach                     | .0000062             | Feldberg                     | .0001.305             | Kirchzarten              | .0000326                 | .0000002,1,000            |
| Eschbach                 | DE: 233886       | Dreisam              | rechts        | .0000013          |                                               |                      | St. Peter                    | .0000840              | Ebnet                    | .0000320                 |                           |
| Schobbach                | DE: 23388922     | Glotter              | links         | .0000016          |                                               | .0000053             | Roßkopf                      | .0000620              | Bottingen                | .0000185                 |                           |
| Alte Dreisam             | DE: 2338894      | Elz                  | links         | .0000038          | mit Eichstetter Mühlbach                      | .0000197             | Wiehre                       | .0000290              | Riegel am Kaiserstuhl    | .0000178                 | .0000002,3,000            |
| Bleichbach               | DE: 233892       | Alte Elz             | rechts        | .0000018          |                                               | .0000061             | Hinterhöfe                   | .0000505              | Herbolzheim              | .0000175                 | .0000000,8,000            |
| Ettenbach                | DE: 233894       | Alte Elz             | rechts        | .0000018          | mit Dörlinbachergrundbächle                   | .0000060             | Ettenheimmünster             | .0000210              | Kappel                   | .0000160                 | .0000000,662,000          |
| Alte Elz                 | DE: 23389522     | Rhein                | rechts        | .0000055          | Abzweig der Elz                               |                      | Riegel am Kaiserstuhl        | .0000175              | Kehl                     | .0000140                 |                           |
| Kapuzinerbach            | DE: 233896       | Alte Elz             | rechts        | .0000015          |                                               | .0000024             | Schmieheim                   | .0000390              | Kappel                   | .0000158                 |                           |
| Kinzig                   | DE: 234          | Rhein                | rechts        | .0000093          |                                               | .0001.403            | Loßburg                      | .0000682              | Auenheim                 | .0000134                 | .0000027,71,000           |
| Kleine Kinzig            | DE: 23412        | Kinzig               | rechts        | .0000020          |                                               | .0000063             | Freudenstadt                 | .0000835              | Schenkenzell             | .0000350                 | .0000001,93,000           |
| Schiltach                | DE: 2342         | Kinzig               | links         | .0000030          |                                               | .0000116             | Langenschiltach              | .0000895              | Schiltach                | .0000323                 | .0000002,31,000           |
| Wolfach                  | DE: 23432        | Kinzig               | rechts        | .0000031          |                                               | .0000127             | Kniebis                      | .0000957              | Wolfach                  | .0000260                 | .0000004,34,000           |
| Gutach                   | DE: 2344         | Kinzig               | links         | .0000029          |                                               | .0000162             | Schönwald im Schwarzwald     | .0001.001             | Hausach                  | .0000244                 | .0000004,45,000           |
| Welschensteinacher Bach  | DE: 23458        | Kinzig               | links         | .0000010          |                                               | .0000025             | Schweighausen                | .0000635              | Steinach                 | .0000200                 |                           |
| Harmersbach              | DE: 2346         | Erlenbach            | links         | .0000016          |                                               | .0000061             | Hahnenkopf                   | .0000790              | Zell am Harmersbach      | .0000209                 | .0000001,424,000          |
| Erlenbach                | DE: 2346         | Kinzig               | rechts        | .0000003          | mit Oberlauf Harmersbach 19 km                |                      | Zell am Harmersbach          | .0000209              | Biberach                 | .0000190                 |                           |
| Nordrach                 | DE: 23468        | Erlenbach            | rechts        | .0000015          |                                               | .0000040             | Nordrach                     | .0000727              | Zell am Harmersbach      | .0000209                 | .0000000,829,000          |
| Offenburger Mühlbach     | DE: 23476        | Kinzig               | rechts        | .0000014          |                                               | .0000017             | Ortenberg                    | .0000156              | Griesheim                | .0000143                 |                           |
| Schutter                 | DE: 2348         | Kinzig               | links         | .0000056          | mit Lohbach                                   | .0000336             | Hünersedel                   | .0000685              | Kehl                     | .0000137                 | .0000001,4,000            |
| Sulzbach                 | DE: 23484        | Schutter             | links         | .0000010          |                                               | .0000016             | Schindlenbühl                | .0000473              | Lahr                     | .0000190                 |                           |
| Unditz                   | DE: 23488        | Schutter             | links         | .0000020          |                                               | .0000068             | Mahlberg                     | .0000162              | Dundenheim               | .0000147                 |                           |
| Gießelbach               | DE: 235322       | Rheinseitenkanal     | rechts        | .0000014          |                                               |                      | Neumühl                      | .0000137              | Honau                    | .0000128                 |                           |
| Mühlbach                 | DE: 23534        | Rhein                | rechts        | .0000027          |                                               |                      | Willstätt                    | .0000144              | Helmlingen               | .0000121                 | .0000002,000              |
| Rinnbach                 | DE: 235342       | Mühlbach             | rechts        | .0000015          |                                               |                      | Willstätt                    | .0000143              | Linx                     | .0000125                 |                           |
| Holchenbach              | DE: 235344       | Mühlbach             | rechts        | .0000031          |                                               |                      | Durbach                      | .0000415              | Rheinbischofsheim        | .0000126                 |                           |
| Kammbach                 | DE: 2353448      | Holchenbach          |               | .0000017          |                                               |                      | Bohlsbach                    | .0000160              | Hausgereut               | .0000120                 |                           |
| Fischgießen              | DE: 23534482     | Kammbach             | links         | .0000014          |                                               |                      | Sand                         | .0000135              | Hausgereut               | .0000125                 |                           |
| Rench                    | DE: 2354         | Rhein                | rechts        | .0000057          |                                               | .0000306             | Bad Griesbach im Schwarzwald | .0000915              | Rheinau                  | .0000123                 | .0000008,37,000           |
| Lierbach                 | DE: 23544        | Rench                | rechts        | .0000013          | mit Grindenbach                               | .0000039             | Vogelskopf                   | .0000810              | Oppenau                  | .0000262                 | .0000001,288,000          |
| Acher                    | DE: 23572        | Rhein                | rechts        | .0000054          |                                               | .0000335             | Ruhestein                    | .0000841              | Iffezheim                | .0000114                 | .0000002,000              |
| Fautenbach               | DE: 235726       | Acher                | links         | .0000016          |                                               | .0000030             | Hörnle                       | .0000656              | Gamshurst                | .0000131                 |                           |
| Muhrgraben               | DE: 2357262      | Fautenbach           | links         | .0000011          |                                               | .0000012             | Mösbach                      | .0000230              | Gamshurst                | .0000131                 |                           |
| Rittgraben               | DE: 2357272      | Acher                | links         | .0000012          |                                               |                      | Wagshurst                    | .0000120              | Greffern                 | .0000110                 |                           |
| Sasbach                  | DE: 2357278      | Rheinseitengraben    | links         | .0000032          |                                               |                      | Sasbachwalden                | .0000614              | Söllingen                | .0000118                 |                           |
| Laufbach                 | DE: 23572784     | Sasbach              | rechts        | .0000023          |                                               |                      | Unterstmatt                  | .0000918              | Stollhofen               | .0000123                 |                           |
| Sandbach                 | DE: 235728       | Acher                | links         | .0000029          |                                               | .0000121             | Hundseck                     | .0000855              | Iffezheim                | .0000116                 | .0000000,743,000          |
| Acherner Mühlbach        | DE: 2357922      | Rheinniederungskanal | rechts        | .0000022          | Abzweig der Acher                             |                      | Oberachern                   | .0000168              | Greffern                 | .0000121                 |                           |
| Murg                     | DE: 236          | Rhein                | rechts        | .0000080          | mit Rechtmurg                                 | .0000617             | Obertal                      | .0000870              | Steinmauern              | .0000110                 | .0000018,4,000            |
| Forbach                  | DE: 2362         | Murg                 | rechts        | .0000018          |                                               | .0000037             | Kniebis                      | .0000915              | Baiersbronn              | .0000527                 | .0000001,361,000          |
| Schönmünz                | DE: 23638        | Murg                 | links         | .0000014          |                                               | .0000047             | Wildsee                      | .0000925              | Schönmünzach             | .0000457                 | .0000002,25,000           |
| Langenbach               | DE: 236382       | Schönmünz            | links         | .0000010          | mit Kesselbach                                | .0000017             | [[ \|Hornisgrinde]]          | .0001.082             | Zwickgabel               | .0000541                 | .0000000,81,000           |
| Raumünzach               | DE: 2364         | Murg                 | links         | .0000013          | mit Hundsbach                                 | .0000066             | Hochkopf                     | .0000918              | Raumünzach               | .0000390                 | .0000002,93,000           |
| Schwarzenbach            | DE: 23644        | Raumünzach           | links         | .0000011          |                                               | .0000026             | Mehliskopf                   | .0000940              | Raumünzach               | .0000457                 | .0000001,2,000            |
| Oos                      | DE: 2366         | Murg                 | links         | .0000025          |                                               |                      | Bermersbach                  | .0000700              | Rastatt                  | .0000125                 | .0000001,42,000           |
| Grobbach                 | DE: 23662        | Oos                  | links         | .0000011          |                                               | .0000036             | Bühlertal                    | .0000825              | Lichtental               | .0000210                 |                           |
| Alb                      | DE: 2374         | Rhein                | rechts        | .0000052          |                                               | .0000448             | Lerchenstein                 | .0000743              | Karlsruhe                | .0000100                 | .0000002,38,000           |
| Moosalb                  | DE: 23746        | Alb                  | links         | .0000010          |                                               | .0000028             | Moosbronn                    | .0000479              | Fischweier               | .0000207                 |                           |
| Scheidgraben             | DE: 2374756      | Alb                  | rechts        | .0000010          |                                               |                      | Ettlingen                    | .0000110              | Karlsruhe                | .0000107                 |                           |
| Malscher Landgraben      | DE: 237476       | Alb                  | links         | .0000015          |                                               | .0000058             | Malsch                       | .0000120              | Karlsruhe                | .0000105                 |                           |
| Federbach                | DE: 23748        | Alb                  | links         | .0000042          |                                               | .0000127             | Malsch                       | .0000125              | Maxau                    | .0000105                 |                           |
| Alte Bach                | DE: 2375624      | Pfinz                | links         | .0000018          |                                               | .0000016             | Durlach                      | .0000117              | Stutensee                | .0000112                 |                           |
| Walzbach                 | DE: 2375626      | Pfinz                | rechts        | .0000021          |                                               | .0000056             | Wössingen                    | .0000206              | Spöck                    | .0000110                 |                           |
| Pfinz                    | DE: 2376         | Rhein                | rechts        | .0000060          |                                               | .0000362             | Straubenhardt                | .0000360              | Elisabethenwörth         | .0000098                 | .0000001,86,000           |
| Kämpfelbach              | DE: 23762        | Pfinz                | rechts        | .0000015          | mit Lechfeldgraben                            | .0000073             | Pforzheim                    | .0000340              | Singen                   | .0000152                 | .0000000,533,000          |
| Bocksbach                | DE: 23764        | Pfinz                | links         | .0000014          |                                               | .0000031             | Ittersbach                   | .0000352              | Kleinsteinbach           | .0000148                 | .0000000,242,000          |
| Saalbach                 | DE: 23774        | Rhein                | rechts        | .0000040          | Zusammenfluss von Salzach und Weißach         | .0000265             | Bretten                      | .0000167              | Oberhausen-Rheinhausen   | .0000097                 | .0000001,39,000           |
| Weißach                  | DE: 23774        | Saalbach             | rechts        | .0000011          | rechter Oberlauf                              | .0000041             | Freudenstein                 | .0000295              | Bretten                  | .0000167                 | .0000000,282,000          |
| Salzach                  | DE: 237742       | Saalbach             | links         | .0000015          | linker Oberlauf                               | .0000053             | Maulbronn                    | .0000314              | Bretten                  | .0000167                 | .0000000,416,000          |
| Wagbach                  | DE: 23776        | Rhein                | rechts        | .0000020          | Abzweig des Saalbachs                         | .0000030             | Karlsdorf                    | .0000115              | Altlußheim               | .0000094                 |                           |
| Kriegbach                | DE: 23778        | Rhein                | rechts        | .0000018          | Ausleitung aus Kraichbach                     | .0000095             | Weiher                       | .0000108              | Altlußheim               | .0000093                 |                           |
| Gießgraben               | DE: 2377812      | Kriegbach            | links         | .0000012          |                                               |                      | Hambrücken                   | .0000110              | Waghäusel                | .0000100                 |                           |
| Duttlacher Graben        | DE: 237782       | Kriegbach            | links         | .0000020          |                                               |                      | Bruchsal                     | .0000110              | Neulußheim               | .0000100                 |                           |
| Kraichbach               | DE: 23792        | Rhein                | rechts        | .0000056          |                                               | .0000385             | Sternenfels                  | .0000299              | Ketsch (Gemeinde)        | .0000093                 | .0000001,1,000            |
| Kohlbach                 | DE: 237922       | Kraichbach           | rechts        | .0000012          |                                               | .0000047             | Ochsenburg                   | .0000300              | Flehingen                | .0000160                 |                           |
| Katzbach                 | DE: 237926       | Kraichbach           | rechts        | .0000018          |                                               | .0000050             | Eichelberg                   | .0000258              | Weiher                   | .0000111                 | .0000000,41,000           |
| Leimbach                 | DE: 23794        | Rhein                | rechts        | .0000038          |                                               | .0000200             | Dielheim                     | .0000204              | Brühl (Baden)            | .0000091                 | .0000000,806,000          |
| Gauangelbach             | DE: 237942       | Leimbach             | rechts        | .0000013          |                                               | .0000027             | Gaiberg                      | .0000336              | Dielheim                 | .0000141                 |                           |
| Waldangelbach            | DE: 237944       | Leimbach             | links         | .0000017          |                                               | .0000055             | Eichelberg                   | .0000283              | Wiesloch                 | .0000110                 |                           |
| Landgraben               | DE: 237946       | Leimbach             | links         | .0000010          |                                               |                      | Nußloch                      | .0000160              | Oftersheim               | .0000095                 |                           |
| Neckar                   | DE: 2380         | Rhein                | rechts        | .0000362          |                                               | .0013.934            | Schwenninger Moos            | .0000705              | Mannheim                 | .0000088                 | .0000145,000              |
| Eschach                  | DE: 238112       | Neckar               | links         | .0000038          | mit Württembergischer Eschach                 | .0000218             | Aichhalden                   | .0000701              | Rottweil                 | .0000571                 | .0000002,53,000           |
| Fischbach                | DE: 2381126      | Eschach              |               | .0000005          | 19 km mit Quellbach Glasbach                  |                      | Fischbach                    | .0000645              | Horgen                   | .0000600                 |                           |
| Glasbach                 | DE: 2381126      | Fischbach            | rechts        | .0000013          |                                               | .0000026             | Königsfeld im Schwarzwald    | .0000863              | Niedereschach            | .0000615                 |                           |
| Badische Eschach         | DE: 23811266     | Fischbach            |               | .0000014          |                                               |                      | Gifitzenmoos                 | .0000805              | Niedereschach            | .0000615                 |                           |
| Teufenbach               | DE: 23811268     | Fischbach            | links         | .0000011          |                                               | .0000016             | Schönbronn                   | .0000726              | Horgen                   | .0000609                 |                           |
| Prim                     | DE: 238114       | Neckar               | rechts        | .0000021          |                                               | .0000141             | Balgheim                     | .0000850              | Rottweil                 | .0000552                 |                           |
| Starzel                  | DE: 2381146      | Prim                 | rechts        | .0000012          |                                               | .0000025             | Schömberg                    | .0000812              | Neufra                   | .0000576                 |                           |
| Schlichem                | DE: 238116       | Neckar               | rechts        | .0000034          |                                               | .0000109             | Tieringen                    | .0000885              | Epfendorf                | .0000484                 | .0000001,151,000          |
| Schwarzenbach            | DE: 2381168      | Schlichem            | links         | .0000014          |                                               | .0000030             | Schörzingen                  | .0000702              | Irslingen                | .0000534                 |                           |
| Mühlbach                 | DE: 238118       | Neckar               | rechts        | .0000013          |                                               | .0000045             | Wittershausen                | .0000578              | Mühlheim                 | .0000413                 |                           |
| Glatt                    | DE: 23812        | Neckar               | links         | .0000034          | mit Kübelbach und Glattbrunnen                | .0000234             | Dornstetten                  | .0000716              | Neckarhausen             | .0000403                 | .0000004,09,000           |
| Lauter                   | DE: 238124       | Glatt                | rechts        | .0000010          |                                               | .0000033             | Schöllkopf                   | .0000832              | Glatten                  | .0000520                 |                           |
| Heimbach                 | DE: 238126       | Glatt                | rechts        | .0000025          |                                               | .0000077             | Waldmössingen                | .0000662              | Leinstetten              | .0000457                 | .0000001,469,000          |
| Eyach                    | DE: 23814        | Neckar               | rechts        | .0000050          |                                               | .0000354             | Pfeffingen                   | .0000833              | Eyach                    | .0000372                 | .0000003,09,000           |
| Steinach                 | DE: 238144       | Eyach                | links         | .0000012          |                                               | .0000031             | Plettenberg                  | .0000916              | Balingen                 | .0000512                 |                           |
| Kaunterbach              | DE: 2381452      | Eyach                |               | .0000010          | mit Riedbach                                  |                      | Dautmergen                   | .0000660              | Ostdorf                  | .0000485                 |                           |
| Klingenbach              | DE: 238146       | Eyach                | rechts        | .0000012          |                                               | .0000018             | Onstmettingen                | .0000850              | Ostdorf                  | .0000463                 |                           |
| Stunzach                 | DE: 238148       | Eyach                | links         | .0000020          |                                               | .0000081             | Leidringen                   | .0000653              | Stetten                  | .0000431                 |                           |
| Starzel                  | DE: 238152       | Neckar               | rechts        | .0000043          |                                               | .0000177             | Hausen im Killertal          | .0000830              | Bieringen                | .0000354                 | .0000001,87,000           |
| Reichenbach              | DE: 2381524      | Starzel              | links         | .0000010          | mit Bärentäle                                 | .0000019             | Boll                         | .0000762              | Hechingen                | .0000482                 |                           |
| Zimmerbach               | DE: 2381526      | Starzel              | links         | .0000012          | mit Weidenbach                                | .0000025             | Raichberg                    | .0000785              | Stein                    | .0000434                 | .0000000,235,000          |
| Seltenbach               | DE: 2381532      | Neckar               | links         | .0000016          |                                               | .0000040             | Hochdorf                     | .0000543              | Obernau                  | .0000351                 |                           |
| Katzenbach               | DE: 238154       | Neckar               | rechts        | .0000017          | mit Beurenbach                                | .0000051             | Katzenbach-Dünnbachtal       | .0000512              | Bad Niedernau            | .0000349                 |                           |
| Krebsbach                | DE: 2381542      | Katzenbach           | links         | .0000011          | mit Mühlbach                                  | .0000023             | Sickingen                    | .0000530              | Dettingen                | .0000405                 |                           |
| Weggentalbach            | DE: 2381554      | Neckar               | links         | .0000011          |                                               | .0000026             | Seebronn                     | .0000437              | Rottenburg am Neckar     | .0000341                 |                           |
| Bühlertalbach            | DE: 2381560      | Neckar               | rechts        | .0000011          | mit Klinglergraben                            | .0000019             | Ofterdingen                  | .0000528              | Bühl                     | .0000327                 |                           |
| Steinlach                | DE: 238158       | Neckar               | rechts        | .0000025          |                                               | .0000142             | Talheim                      | .0000710              | Tübingen                 | .0000318                 | .0000001,75,000           |
| Wiesaz                   | DE: 2381588      | Steinlach            | rechts        | .0000018          |                                               | .0000039             | Genkingen                    | .0000760              | Pulvermühle              | .0000360                 |                           |
| Ammer                    | DE: 238160       | Neckar               | links         | .0000023          |                                               | .0000238             | Herrenberg                   | .0000411              | Lustnau                  | .0000317                 |                           |
| Goldersbach              | DE: 238168       | Ammer                | links         | .0000019          | mit Großem Goldersbach                        | .0000073             | Kayh                         | .0000555              | Lustnau                  | .0000325                 |                           |
| Echaz                    | DE: 238172       | Neckar               | rechts        | .0000024          | ab Ohafels                                    | .0000136             | Lichtenstein                 | .0000690              | Kirchentellinsfurt       | .0000306                 | .0000002,9,000            |
| Erms                     | DE: 238176       | Neckar               | rechts        | .0000033          | mit Trailfinger Bach                          | .0000179             | Trailfingen                  | .0000715              | Neckartenzlingen         | .0000285                 | .0000003,253,000          |
| Autmut                   | DE: 2381772      | Neckar               | rechts        | .0000012          |                                               | .0000020             | Kappishäusern                | .0000450              | Neckarhausen             | .0000274                 |                           |
| Steinach                 | DE: 238178       | Neckar               | rechts        | .0000013          |                                               | .0000046             | Neuffen                      | .0000495              | Nürtingen                | .0000273                 |                           |
| Tiefenbach               | DE: 2381792      | Neckar               | rechts        | .0000013          |                                               | .0000023             | Owen                         | .0000620              | Nürtingen                | .0000270                 |                           |
| Aich                     | DE: 23818        | Neckar               | links         | .0000030          |                                               | .0000179             | Holzgerlingen                | .0000432              | Nürtingen                | .0000268                 | .0000001,33,000           |
| Reichenbach              | DE: 238184       | Aich                 | links         | .0000014          | mit Mahdenbach                                | .0000027             | Musberg                      | .0000470              | Burkhardtsmühle          | .0000329                 | .0000000,196,000          |
| Schaich                  | DE: 238186       | Aich                 | rechts        | .0000024          |                                               | .0000038             | Altdorf                      | .0000544              | Neuenhaus                | .0000316                 |                           |
| Lenninger Lauter         | DE: 238194       | Neckar               | rechts        | .0000026          | mit Weißer Lauter                             | .0000192             | Gutenberg                    | .0000570              | Wendlingen am Neckar     | .0000253                 | .0000002,88,000           |
| Lindach                  | DE: 2381942      | Lauter               | rechts        | .0000017          | mit Pfannenbach                               | .0000101             | Ruine Reußenstein            | .0000600              | Kirchheim unter Teck     | .0000303                 |                           |
| Trinkbach                | DE: 23819426     | Lindach              | rechts        | .0000011          | mit Zeller Bach                               | .0000021             | Aichelberg                   | .0000450              | Jesingen                 | .0000317                 |                           |
| Gießnaubach              | DE: 23819428     | Lindach              | rechts        | .0000011          |                                               | .0000026             | Ochsenwang                   | .0000695              | Kirchheim unter Teck     | .0000300                 |                           |
| Fils                     | DE: 2382         | Neckar               | rechts        | .0000063          |                                               | .0000707             | Wiesensteig                  | .0000625              | Plochingen               | .0000248                 | .0000009,85,000           |
| Eyb                      | DE: 23822        | Fils                 | rechts        | .0000013          |                                               | .0000109             | Treffelhausen                | .0000600              | Geislingen an der Steige | .0000409                 |                           |
| Lauter                   | DE: 23824        | Fils                 | rechts        | .0000016          |                                               | .0000068             | Degenfeld                    | .0000610              | Süßen                    | .0000364                 |                           |
| Krumm                    | DE: 238254       | Fils                 | rechts        | .0000013          |                                               | .0000030             | Rechberg                     | .0000482              | Eislingen/Fils           | .0000330                 | .0000000,326,000          |
| Weilerbach               | DE: 238256       | Fils                 | links         | .0000010          |                                               | .0000018             | Schlat                       |                       | Eislingen/Fils           | .0000328                 |                           |
| Heubach                  | DE: 238258       | Fils                 | links         | .0000011          |                                               | .0000021             | Gammelshausen                | .0000612              | Göppingen                | .0000315                 |                           |
| Marbach                  | DE: 23826        | Fils                 | rechts        | .0000013          |                                               | .0000058             | Rattenharz                   | .0000432              | Faurndau                 | .0000303                 | .0000000,656,000          |
| Herrenbach               | DE: 238264       | Marbach              | rechts        | .0000010          | mit Schiffbach                                | .0000019             | Oberberken                   | .0000480              | Rechberghausen           | .0000328                 |                           |
| Pfuhlbach                | DE: 238272       | Fils                 | links         | .0000013          | mit Riesbach                                  | .0000029             | Kornberg                     | .0000725              | Uhingen                  | .0000298                 |                           |
| Butzbach                 | DE: 238274       | Fils                 | links         | .0000017          | mit Teufelsklingenbach                        | .0000029             | Eckwälden                    | .0000588              | Uhingen                  | .0000286                 | .0000000,321,000          |
| Talbach                  | DE: 238298       | Fils                 | links         | .0000012          | mit Schlierbach                               | .0000027             | Hattenhofen                  | .0000382              | Reichenbach an der Fils  | .0000254                 | .0000000,238,000          |
| Körsch                   | DE: 23832        | Neckar               | links         | .0000027          | mit Sindelbach                                | .0000130             | Rohr                         | .0000463              | Deizisau                 | .0000242                 |                           |
| Sulzbach                 | DE: 238328       | Körsch               | rechts        | .0000016          | mit Flinsbach                                 | .0000042             | Echterdingen                 | .0000430              | Denkendorf               | .0000271                 |                           |
| Nesenbach                | DE: 23834        | Neckar               | links         | .0000013          |                                               | .0000036             | Stuttgart-Vaihingen          | .0000462              | Stuttgart-Bad Cannstatt  | .0000214                 | .0000000,111,000          |
| Feuerbach                | DE: 238352       | Neckar               | links         | .0000015          | mit Metzgerbach                               | .0000045             | Botnang                      | .0000425              | Mühlhausen               | .0000207                 |                           |
| Rems                     | DE: 23836        | Neckar               | rechts        | .0000078          |                                               | .0000583             | Essingen                     | .0000551              | Neckarrems               | .0000203                 | .0000007,014,000          |
| Josefsbach               | DE: 238364       | Rems                 | links         | .0000014          |                                               | .0000049             | Tannweiler                   | .0000565              | Schwäbisch Gmünd         | .0000320                 |                           |
| Haselbach                | DE: 2383652      | Rems                 | rechts        | .0000011          |                                               | .0000028             | Adelstetten                  | .0000485              | Lorch                    | .0000286                 | .0000000,384,000          |
| Wieslauf                 | DE: 238366       | Rems                 | rechts        | .0000024          |                                               | .0000077             | Kaisersbach                  | .0000572              | Schorndorf               | .0000248                 | .0000000,924,000          |
| Schweizerbach            | DE: 238368       | Rems                 | links         | .0000012          | mit Gunzenbach                                | .0000036             | Aichschieß                   | .0000455              | Weinstadt                | .0000230                 |                           |
| Haldenbach               | DE: 2383692      | Rems                 | links         | .0000011          | mit Stettener Haldenbach                      | .0000026             | Aichschieß                   | .0000461              | Endersbach               | .0000223                 |                           |
| Zipfelbach               | DE: 238372       | Neckar               | rechts        | .0000019          |                                               | .0000043             | Buocher Höhe                 | .0000420              | Poppenweiler             | .0000203                 | .0000000,461,000          |
| Murr                     | DE: 23838        | Neckar               | rechts        | .0000052          | mit Fautsbach                                 | .0000506             | Fautspach                    | .0000557              | Marbach am Neckar        | .0000190                 | .0000005,63,000           |
| Spiegelberger Lauter     | DE: 238382       | Murr                 | rechts        | .0000016          |                                               | .0000051             | Hirrweiler                   | .0000485              | Sulzbach an der Murr     | .0000261                 |                           |
| Weißach                  | DE: 238384       | Murr                 | links         | .0000012          | mit Glaitenbach                               | .0000053             | Sechselberg                  | .0000530              | Backnang                 | .0000244                 | .0000000,626,000          |
| Klöpferbach              | DE: 2383856      | Murr                 | rechts        | .0000010          | mit Heiligentalbach                           | .0000017             | Aspach                       | .0000457              | Neuschöntal              | .0000226                 |                           |
| Wüstenbach               | DE: 2383858      | Murr                 | rechts        | .0000013          | mit Rohrbach                                  | .0000023             | Aspach                       | .0000470              | Burgstetten              | .0000221                 |                           |
| Buchenbach               | DE: 238386       | Murr                 | links         | .0000024          |                                               | .0000062             | Königsbronnhof               | .0000425              | Burgstall                | .0000212                 |                           |
| Bottwar                  | DE: 238388       | Murr                 | rechts        | .0000018          | mit Auklingenbach                             | .0000080             | Beilstein (Württemberg)      | .0000480              | Steinheim an der Murr    | .0000194                 | .0000000,66,000           |
| Enz                      | DE: 2384         | Neckar               | links         | .0000106          | mit Großer Enz und Poppelbach                 | .0002.228            | Besenfeld                    | .0000822              | Besigheim                | .0000170                 | .0000023,03,000           |
| Kleine Enz               | DE: 238418       | Enz                  | rechts        | .0000020          |                                               | .0000088             | Simmersfeld                  | .0000770              | Calmbach                 | .0000386                 |                           |
| Eyach                    | DE: 23842        | Enz                  | links         | .0000019          | mit Brotenaubach                              | .0000053             | Hohloh                       | .0000894              | Neuenbürg                | .0000360                 |                           |
| Nagold                   | DE: 23844        | Enz                  | rechts        | .0000091          |                                               | .0001.144            | Urnagold                     | .0000814              | Pforzheim                | .0000247                 | .0000011,6,000            |
| Waldach                  | DE: 23844        | Nagold               | rechts        | .0000025          |                                               | .0000157             | Tumlingen                    | .0000635              | Nagold                   | .0000400                 |                           |
| Zinsbach                 | DE: 238442       | Nagold               | rechts        | .0000013          |                                               | .0000034             | Kälberbronn                  | .0000734              | Altensteig               | .0000453                 |                           |
| Köllbach                 | DE: 2384434      | Nagold               | links         | .0000010          |                                               | .0000030             | Simmersfeld                  | .0000699              | Altensteig               | .0000432                 |                           |
| Steinach                 | DE: 2384448      | Waldach              | rechts        | .0000014          |                                               | .0000054             | Grünmettstetten              | .0000585              | Iselshausen              | .0000413                 |                           |
| Teinach                  | DE: 238446       | Nagold               | link          | .0000015          |                                               | .0000062             | Neuweiler                    | .0000660              | Bad Teinach              | .0000343                 |                           |
| Würm                     | DE: 238448       | Nagold               | rechts        | .0000054          | mit Hildrizhauser Würm                        | .0000418             | Hildrizhausen                | .0000509              | Pforzheim                | .0000255                 | .0000002,99,000           |
| Krebsbach                | DE: 23844814     | Würm                 | links         | .0000013          | mit Hungergraben                              | .0000044             | Rohrau                       | .0000530              | Ehningen                 | .0000435                 |                           |
| Aid                      | DE: 2384482      | Würm                 | links         | .0000011          | mit Irm                                       | .0000027             | Gechingen                    | .0000530              | Aidlingen                | .0000412                 | .0000000,328,000          |
| Schwippe                 | DE: 2384484      | Würm                 | rechts        | .0000018          | mit Goldbach                                  | .0000085             | Vaihingen                    | .0000512              | Schafhausen              | .0000399                 |                           |
| Rankbach                 | DE: 2384486      | Würm                 | rechts        | .0000017          |                                               | .0000052             | Glemswald                    | .0000485              | Weil der Stadt           | .0000386                 |                           |
| Erlenbach                | DE: 238454       | Enz                  | links         | .0000011          |                                               | .0000031             | Göbrichen                    | .0000325              | Mühlacker                | .0000220                 |                           |
| Schmiebach               | DE: 238456       | Enz                  | links         | .0000013          |                                               | .0000047             | Schmie                       | .0000296              | Vaihingen an der Enz     | .0000202                 |                           |
| Strudelbach              | DE: 238458       | Enz                  | rechts        | .0000015          |                                               | .0000127             | Flacht                       | .0000419              | Enzweihingen             | .0000195                 |                           |
| Kreuzbach                | DE: 2384582      | Strudelbach          | links         | .0000021          |                                               | .0000072             | Wimsheim                     | .0000475              | Enzweihingen             | .0000209                 |                           |
| Glems                    | DE: 23846        | Enz                  | rechts        | .0000047          |                                               | .0000196             | Glemswald                    | .0000440              | Unterriexingen           | .0000252                 | .0000000,99,000           |
| Lindenbach               | DE: 238466       | Glems                | rechts        | .0000012          |                                               | .0000029             | Schloss Solitude             | .0000476              | Ditzingen                | .0000295                 |                           |
| Metter                   | DE: 23848        | Enz                  | links         | .0000028          |                                               | .0000133             | Diefenbach                   | .0000395              | Bietigheim-Bissingen     | .0000180                 |                           |
| Kirbach                  | DE: 238488       | Metter               |               | .0000021          | mit Krebsbach                                 | .0000051             | Sternenfels                  | .0000390              | Sachsenheim              | .0000201                 |                           |
| Steinbach                | DE: 238492       | Enz                  | links         | .0000010          |                                               | .0000012             | Freudental                   | .0000384              | Besigheim                | .0000174                 |                           |
| Baumbach                 | DE: 238512       | Neckar               | links         | .0000010          |                                               | .0000016             | Treffentrill                 | .0000330              | Walheim                  | .0000170                 |                           |
| Zaber                    | DE: 23852        | Neckar               | links         | .0000022          |                                               | .0000114             | Zaberfeld                    | .0000330              | Lauffen am Neckar        | .0000161                 | .0000000,79,000           |
| Schozach                 | DE: 23854        | Neckar               | rechts        | .0000026          |                                               | .0000094             | Oberheinriet                 | .0000306              | Sontheim                 | .0000154                 |                           |
| Lein                     | DE: 23856        | Neckar               | links         | .0000028          | mit Schreckebach                              | .0000110             | Kleingartach                 | .0000293              | Neckargartach            | .0000151                 | .0000000,694,000          |
| Rotbach                  | DE: 238568       | Lein                 | links         | .0000010          | mit Bruchbach                                 | .0000021             | Kirchhausen                  | .0000235              | Frankenbach              | .0000165                 |                           |
| Böllinger Bach           | DE: 238572       | Neckar               | links         | .0000017          | mit Treschklingerbach und Grundelbach         | .0000050             | Treschklingen                | .0000266              | Obereisesheim            | .0000143                 |                           |
| Sulm                     | DE: 23858        | Neckar               | rechts        | .0000026          | mit Mühlgraben                                | .0000122             | Löwensteiner Berge           | .0000480              | Neckarsulm               | .0000148                 | .0000000,934,000          |
| Kocher                   | DE: 2386         | Neckar               | rechts        | .0000168          | mit Schwarzem Kocher                          | .0001.958            | Oberkochen                   | .0000499              | Bad Friedrichshall       | .0000148                 | .0000022,53,000           |
| Lein                     | DE: 23862        | Kocher               | links         | .0000057          |                                               | .0000250             | Kaisersbach                  | .0000544              | Abtsgmünd                | .0000367                 | .0000003,6,000            |
| Kaisersbacher Rot        | DE: 238622       | Lein                 | links         | .0000011          |                                               | .0000035             | Kaisersbach                  | .0000522              | Alfdorf                  | .0000428                 | .0000000,563,000          |
| Gschwender Rot           | DE: 238624       | Lein                 | links         | .0000018          |                                               | .0000049             | Gschwend                     | .0000520              | Täferrot                 | .0000401                 | .0000000,688,000          |
| Blinde Rot               | DE: 238632       | Kocher               | rechts        | .0000029          |                                               | .0000061             | Frankenhardt                 | .0000503              | Abtsgmünd                | .0000363                 |                           |
| Fichtenberger Rot        | DE: 23864        | Kocher               | links         | .0000037          |                                               | .0000137             | Wüstenrot                    | .0000495              | Unterrot                 | .0000327                 | .0000001,82,000           |
| Bibers                   | DE: 238654       | Kocher               | links         | .0000022          |                                               | .0000063             | Waldenburg (Württemberg)     | .0000488              | Westheim                 | .0000308                 |                           |
| Bühler                   | DE: 23866        | Kocher               | rechts        | .0000048          |                                               | .0000277             | Pommertsweiler               | .0000467              | Geislingen am Kocher     | .0000247                 | .0000001,56,000           |
| Fischach                 | DE: 238664       | Bühler               | links         | .0000014          |                                               | .0000043             | Einkornwald                  | .0000481              | Kottspiel                | .0000376                 | .0000000,544,000          |
| Aalenbach                | DE: 238666       | Bühler               | rechts        | .0000010          |                                               | .0000019             | Burgbergwald                 | .0000450              | Stöckenburg              | .0000332                 | .0000000,199,000          |
| Schmerach                | DE: 238668       | Bühler               | rechts        | .0000014          |                                               | .0000036             | Burgbergwald                 | .0000449              | Oberscheffach            | .0000289                 | .0000000,388,000          |
| Grimmbach                | DE: 2386712      | Kocher               | rechts        | .0000011          | mit Elber                                     | .0000030             | Dünsbach                     | .0000462              | Braunsbach               | .0000246                 | .0000000,435,000          |
| Kupfer                   | DE: 238674       | Kocher               | links         | .0000026          |                                               | .0000073             | Übrigshausen                 | .0000397              | Forchtenberg             | .0000191                 | .0000000,81,000           |
| Sall                     | DE: 238676       | Kocher               | links         | .0000021          |                                               | .0000052             | Belzhag                      | .0000350              | Sindringen               | .0000184                 |                           |
| Hirschbach               | DE: 2386766      | Sall                 | links         | .0000017          | mit Anteil am Epbach                          | .0000019             | Waldenburg                   | .0000465              | Zweiflingen              | .0000231                 | .0000000,203,000          |
| Ohrn                     | DE: 238678       | Kocher               | links         | .0000033          |                                               | .0000153             | Bubenorbis                   | .0000454              | Ohrnberg                 | .0000174                 | .0000001,7,000            |
| Epbach                   | DE: 2386786      | Ohrn                 | rechts        | .0000017          |                                               | .0000031             | Waldenburg                   | .0000465              | Cappel                   | .0000229                 | .0000000,346,000          |
| Brettach                 | DE: 23868        | Kocher               | links         | .0000042          |                                               | .0000153             | Mainhardt                    | .0000486              | Neuenstadt am Kocher     | .0000160                 | .0000001,36,000           |
| Jagst                    | DE: 2388         | Neckar               | rechts        | .0000190          | mit Stockholzgraben                           | .0001.837            | Walxheim                     | .0000518              | Bad Friedrichshall       | .0000143                 | .0000017,1,000            |
| Röhlinger Sechta         | DE: 238812       | Jagst                | rechts        | .0000019          | mit Sonnenbach                                | .0000090             | Halheim                      | .0000528              | Rainau                   | .0000441                 | .0000000,914,000          |
| Ellenberger Rot          | DE: 238812       | Röhlinger Sechta     |               | .0000010          |                                               | .0000025             | Virngrundtunnel              | .0000520              | Röhlingen                | .0000460                 |                           |
| Rechenberger Rot         | DE: 238814       | Jagst                | rechts        | .0000015          | mit Buchbach                                  | .0000036             | Wäldershub                   | .0000511              | Schweighausen            | .0000417                 | .0000000,31,000           |
| Orrot                    | DE: 23881512     | Jagst                | links         | .0000010          | mit Glasbach                                  | .0000021             | Hummelsweiler                | .0000488              | Schweighausen            | .0000417                 | .0000000,231,000          |
| Reiglersbach             | DE: 2388154      | Jagst                | rechts        | .0000011          |                                               | .0000026             | Wegses                       | .0000518              | Stimpfach                | .0000410                 | .0000000,313,000          |
| Speltach                 | DE: 238816       | Jagst                | links         | .0000011          | mit Lanzenbach                                | .0000037             | Lorenzenzimmern              | .0000457              | Jagstheim                | .0000403                 | .0000000,364,000          |
| Maulach                  | DE: 2388172      | Jagst                | links         | .0000012          | mit Buchklingenbach                           | .0000025             | Burgberg                     | .0000468              | Crailsheim               | .0000403                 |                           |
| Gronach                  | DE: 238818       | Jagst                | rechts        | .0000010          |                                               | .0000027             | Horschhausen                 | .0000469              | Neidenfels               | .0000371                 | .0000000,285,000          |
| Brettach                 | DE: 23882        | Jagst                | rechts        | .0000028          | mit Seegraben                                 | .0000181             | Blaufelden                   | .0000471              | Gerabronn                | .0000307                 | .0000002,059,000          |
| Wiesenbach               | DE: 2388232      | Brettach             | rechts        | .0000012          |                                               | .0000033             | Wiesenbach                   | .0000469              | Hilgartshausen           | .0000416                 | .0000000,372,000          |
| Blaubach                 | DE: 238826       | Brettach             | rechts        | .0000012          |                                               | .0000037             | Sigisweiler                  | .0000477              | Bemberg                  | .0000391                 | .0000000,46,000           |
| Rötelbach                | DE: 238832       | Jagst                | rechts        | .0000010          |                                               | .0000029             | Ludwigsruhe                  | .0000474              | Eberbach                 | .0000276                 | .0000000,257,000          |
| Ette                     | DE: 238834       | Jagst                | rechts        | .0000016          | mit Tierbach                                  | .0000043             | Blaufelden                   | .0000486              | Mulfingen                | .0000258                 | .0000000,365,000          |
| Rißbach                  | DE: 238836       | Jagst                | rechts        | .0000010          | mit Hollenbach                                | .0000019             | Hollenbach                   | .0000422              | Ailringen                | .0000248                 | .0000000,147,000          |
| Sindelbach               | DE: 238838       | Jagst                | links         | .0000014          |                                               | .0000026             | Ingelfingen                  | .0000422              | Marlach                  | .0000218                 | .0000000,278,000          |
| Erlenbach                | DE: 23884        | Jagst                | rechts        | .0000023          |                                               | .0000105             | Assamstadt                   | .0000348              | Bieringen                | .0000209                 | .0000000,89,000           |
| Hasselbach               | DE: 238846       | Erlenbach            | rechts        | .0000011          |                                               | .0000021             | Schillingstadt               | .0000370              | Erlenbach                | .0000261                 | .0000000,182,000          |
| Kessach                  | DE: 238852       | Jagst                | rechts        | .0000026          | mit Berolzheimer Kästle                       | .0000074             | Berolzheim                   | .0000383              | Widdern                  | .0000182                 | .0000000,6,000            |
| Hergstbach               | DE: 238854       | Jagst                | rechts        | .0000015          | mit Hergstgraben                              | .0000032             | Marienhöhe                   | .0000355              | Ruchsen                  | .0000176                 |                           |
| Seckach                  | DE: 23886        | Jagst                | rechts        | .0000029          |                                               | .0000261             | Waldhausen                   | .0000372              | Möckmühl                 | .0000172                 | .0000002,44,000           |
| Rinschbach               | DE: 238864       | Seckach              | links         | .0000016          | mit Augraben                                  | .0000040             | Rinschheim                   | .0000390              | Hemsbach                 | .0000290                 |                           |
| Kirnau                   | DE: 238866       | Seckach              | links         | .0000024          | mit Roscheltgraben                            | .0000100             | Altheim                      | .0000424              | Adelsheim                | .0000222                 | .0000001,132,000          |
| Schefflenz               | DE: 23888        | Jagst                | rechts        | .0000024          |                                               | .0000097             | Großeicholzheim              | .0000328              | Untergriesheim           | .0000151                 | .0000000,62,000           |
| Tiefenbach               | DE: 238892       | Jagst                | rechts        | .0000010          |                                               | .0000015             | Sulzbach                     | .0000285              | Untergriesheim           | .0000151                 |                           |
| Mühlbach                 | DE: 238914       | Neckar               | links         | .0000012          |                                               | .0000030             | Babstadt                     | .0000268              | Neckarmühlbach           | .0000142                 |                           |
| Elz                      | DE: 23892        | Neckar               | rechts        | .0000040          |                                               | .0000160             | Scheidental                  | .0000540              | Neckarelz                | .0000135                 | .0000002,074,000          |
| Trienzbach               | DE: 238924       | Elz                  | rechts        | .0000019          |                                               | .0000033             | Unterscheidental             | .0000495              | Dallau                   | .0000174                 |                           |
| Seebach                  | DE: 238936       | Neckar               | rechts        | .0000013          |                                               | .0000036             | Wagenschwend                 | .0000485              | Neckargerach             | .0000128                 | .0000000,468,000          |
| Itter                    | DE: 23894        | Neckar               | rechts        | .0000028          | mit Euterbach                                 | .0000168             | Würzberg                     | .0000510              | Eberbach                 | .0000122                 | .0000002,156,000          |
| Sensbach                 | DE: 238946       | Itter                | rechts        | .0000010          |                                               | .0000018             | Ober-Sensbach                | .0000425              | Gaimühle                 | .0000185                 | .0000000,149,000          |
| Reisenbach               | DE: 238948       | Itter                | links         | .0000013          |                                               | .0000038             | Unterscheidental             | .0000512              | Eberbach                 | .0000168                 | .0000000,521,000          |
| Gammelsbach              | DE: 238952       | Neckar               | rechts        | .0000013          |                                               | .0000033             | Beerfelden                   | .0000420              | Eberbach                 | .0000122                 | .0000000,52,000           |
| Ulfenbach                | DE: 23896        | Laxbach              | rechts        | .0000029          | mit Hammelbach                                | .0000096             | Hammelbach                   | .0000500              | Hirschhorn (Neckar)      | .0000120                 | .0000001,443,000          |
| Laxbach                  | DE: 23896        | Neckar               | rechts        | .0000001          | Unterlauf von Ulfenbach und Finkenbach        | .0000001             | Hirschhorn (Neckar)          | .0000120              | Hirschhorn (Neckar)      | .0000116                 | .0000002,889,000          |
| Finkenbach               | DE: 238968       | Laxbach              | links         | .0000022          | mit Hinterbach                                | .0000074             | Olfen                        | .0000445              | Hirschhorn (Neckar)      | .0000120                 | .0000001,231,000          |
| Steinach                 | DE: 238978       | Neckar               | rechts        | .0000022          |                                               | .0000070             | Ober-Abtsteinach             | .0000490              | Neckarsteinach           | .0000112                 | .0000001,032,000          |
| Elsenz                   | DE: 23898        | Neckar               | links         | .0000053          |                                               | .0000543             | Elsenz                       | .0000237              | Neckargemünd             | .0000112                 | .0000004,61,000           |
| Hilsbach                 | DE: 238982       | Elsenz               | links         | .0000010          | mit Vollmersgrundgraben                       | .0000026             | Weiler                       | .0000260              | Eppingen                 | .0000186                 |                           |
| Berwanger Bach           | DE: 2389834      | Elsenz               | rechts        | .0000010          |                                               | .0000022             | Kirchardt                    | .0000267              | Richen                   | .0000182                 |                           |
| Schwarzbach              | DE: 238986       | Elsenz               | rechts        | .0000028          |                                               | .0000199             | Neunkirchen                  | .0000330              | Meckesheim               | .0000140                 | .0000002,21,000           |
| Wollenbach               | DE: 2389864      | Schwarzbach          | links         | .0000010          |                                               | .0000042             | Hüffenhardt                  | .0000280              | Helmstadt                | .0000177                 | .0000000,433,000          |
| Krebsbach                | DE: 2389866      | Schwarzbach          | links         | .0000013          |                                               | .0000035             | Obergimpern                  | .0000278              | Waibstadt                | .0000165                 |                           |
| Lobbach                  | DE: 2389872      | Elsenz               | rechts        | .0000015          | mit Wimmersbach                               | .0000027             | Haag                         | .0000398              | Meckesheim               | .0000139                 |                           |
| Biddersbach              | DE: 238988       | Elsenz               | rechts        | .0000011          |                                               | .0000018             | Mückenloch                   | .0000266              | Bammental                | .0000120                 |                           |
| Kanzelbach               | DE: 238994       | Neckar               | rechts        | .0000013          |                                               | .0000060             | Altenbach                    | .0000357              | Ladenburg                | .0000097                 | .0000000,56,000           |
| Weschnitz                | DE: 2394         | Rhein                | rechts        | .0000059          |                                               | .0000436             | Hammelbach                   | .0000455              | Kernkraftwerk Biblis     | .0000085                 | .0000003,584,000          |
| Grundelbach              | DE: 23946        | Weschnitz            | links         | .0000011          |                                               | .0000028             | Hilsenhain                   | .0000410              | Weinheim                 | .0000110                 |                           |
| Landgraben               | DE: 23948        | Weschnitz            | links         | .0000024          | mit Oberlauf Apfelbach                        | .0000102             | Lorsch                       | .0000380              | Ursenbacher Höhe         | .0000094                 | .0000000,243,000          |
| Meerbach                 | DE: 239492       | Weschnitz            | rechts        | .0000013          |                                               | .0000022             | Schannenbach                 | .0000407              | Lorsch                   | .0000094                 | .0000000,217,000          |
| Main                     | DE: 24           | Rhein                | rechts        | .0000527          | mit Rotem Main                                | .0027.292            | Lindenhardt                  | .0000581              | Mainz-Kostheim           | .0000082                 | .0000211,000              |
| Aalbach                  | DE: 2458         | Main                 | links         | .0000027          |                                               | .0000140             | Waldbüttelbrunn              | .0000314              | Bettingen                | .0000139                 | .0000000,45,000           |
| Kembach                  | DE: 24592        | Main                 | links         | .0000014          | mit Welzbach                                  | .0000051             | Helmstadt                    | .0000285              | Urphar                   | .0000138                 | .0000000,201,000          |
| Tauber                   | DE: 246          | Main                 | links         | .0000130          |                                               | .0001.809            | Weikersholz                  | .0000447              | Wertheim                 | .0000134                 | .0000009,53,000           |
| Schandtauber             | DE: 24612        | Tauber               | links         | .0000013          | mit Ohngang                                   | .0000045             | Gammesfeld                   | .0000445              | Rothenburg ob der Tauber | .0000353                 |                           |
| Herrgottsbach            | DE: 24616        | Tauber               | links         | .0000014          | mit Rimbach                                   | .0000043             | Spielbach                    | .0000471              | Creglingen               | .0000267                 | .0000000,321,000          |
| Rindbach                 | DE: 246172       | Tauber               | links         | .0000012          |                                               | .0000029             | Rinderfeld                   | .0000442              | Creglingen               | .0000263                 | .0000000,224,000          |
| Steinach                 | DE: 24618        | Tauber               | rechts        | .0000022          | mit Grimmelbach                               | .0000085             | Langensteinach               | .0000368              | Bieberehren              | .0000250                 | .0000000,457,000          |
| Gollach                  | DE: 2462         | Tauber               | rechts        | .0000034          |                                               | .0000065             | Ulsenheim                    | .0000338              | Bieberehren              | .0000245                 | .0000000,592,000          |
| Nassauer Bach            | DE: 24634        | Tauber               | rechts        | .0000013          | mit Stalldorfer Bach                          | .0000045             | Stalldorf                    | .0000325              | Schäftersheim            | .0000235                 |                           |
| Vorbach                  | DE: 2464         | Tauber               | links         | .0000025          |                                               | .0000116             | Schrozberg                   | .0000471              | Weikersheim              | .0000221                 | .0000000,981,000          |
| Aschbach                 | DE: 24652        | Tauber               | links         | .0000013          |                                               | .0000027             | Adolzhausen                  | .0000425              | Markelsheim              | .0000213                 | .0000000,226,000          |
| Lochbach                 | DE: 24654        | Tauber               | links         | .0000010          |                                               | .0000019             | Herbsthausen                 | .0000410              | Markelsheim              | .0000210                 | .0000000,142,000          |
| Wachbach                 | DE: 24656        | Tauber               | links         | .0000014          | mit Hachteler Bach                            | .0000056             | Rot                          | .0000384              | Bad Mergentheim          | .0000198                 | .0000000,39,000           |
| Balbach                  | DE: 24658        | Tauber               | rechts        | .0000012          |                                               | .0000033             | Oesfeld                      | .0000325              | Unterbalbach             | .0000192                 | .0000000,118,000          |
| Umpfer                   | DE: 2466         | Tauber               | links         | .0000022          |                                               | .0000120             | Boxberg                      | .0000376              | Königshofen              | .0000190                 | .0000000,903,000          |
| Schüpfbach               | DE: 24666        | Umpfer               | links         | .0000013          |                                               | .0000029             | Buch am Ahorn                | .0000393              | Unterschüpf              | .0000214                 |                           |
| Wittigbach               | DE: 24688        | Grünbach             | links         | .0000011          |                                               | .0000182             | Grenzenmühle                 | .0000242              | Grünsfeld                | .0000204                 | .0000000,645,000          |
| Grünbach                 | DE: 24688        | Tauber               | rechts        | .0000031          | mit Wittigbach und Schafbach                  | .0000252             | Großrinderfeld               | .0000364              | Grenzenmühle             | .0000242                 | .0000000,967,000          |
| Schafbach                | DE: 24688        | Wittigbach           | rechts        | .0000014          |                                               | .0000083             | Geroldshausen                | .0000308              | Grenzenmühle             | .0000242                 |                           |
| Gerchsheimer Graben      | DE: 246882       | Grünbach             | rechts        | .0000011          | mit Wolfsgraben                               | .0000020             | Gerchsheim                   | .0000375              | Paimar                   | .0000240                 |                           |
| Rötensteingraben         | DE: 246892       | Grünbach             | rechts        | .0000010          |                                               | .0000015             | Großrinderfeld               | .0000360              | Riedmühle                | .0000205                 |                           |
| Brehmbach                | DE: 24692        | Tauber               | links         | .0000018          |                                               | .0000090             | Brehmen                      | .0000366              | Tauberbischofsheim       | .0000177                 | .0000000,535,000          |
| Welzbach                 | DE: 24694        | Tauber               | rechts        | .0000017          |                                               | .0000056             | Oberaltertheim               | .0000288              | Werbach                  | .0000165                 | .0000000,215,000          |
| Wildbach                 | DE: 2471164      | Main                 | links         | .0000011          |                                               | .0000039             | Nassig                       | .0000335              | Mondfeld                 | .0000129                 |                           |
| Erf                      | DE: 24712        | Main                 | links         | .0000040          |                                               | .0000247             | Buch am Ahorn (Ahorn)        | .0000391              | Bürgstadt                | .0000125                 | .0000000,88,000           |
| Mud                      | DE: 2472         | Main                 | links         | .0000024          |                                               | .0000408             | Mudau                        | .0000500              | Miltenberg               | .0000125                 | .0000003,39,000           |
| Gabelbach                | DE: 24722        | Mud                  | links         | .0000015          | mit Breitenbach                               |                      | Breitenbuch                  | .0000511              | Kirchzell                | .0000174                 |                           |
| Morre                    | DE: 24724        | Billbach             | links         | .0000022          |                                               | .0000101             | Hettingen (Buchen)           | .0000380              | Amorbach                 | .0000160                 |                           |
| Marsbach                 | DE: 247242       | Billbach             | rechts        | .0000016          |                                               | .0000083             | Walldürn                     | .0000390              | Amorbach                 | .0000160                 |                           |
| Eiderbach                | DE: 2472422      | Marsbach             | links         | .0000013          |                                               | .0000028             | Hainstadt                    | .0000406              | Rippberg                 | .0000208                 |                           |